# Edouard Chevardnadze
Edouard Chevardnadze (géorgien : ედუარდ შევარდნაძე), avec le patronyme Amvrossievitch en russe (Эдуард Амвросьевич Шеварднадзе), né le 25 janvier 1928 à Mamati (RSS de Géorgie, URSS) et mort le 7 juillet 2014 à Tbilissi (Géorgie), est un homme d'État soviétique et géorgien. Il a été ministre des Affaires étrangères de l'Union soviétique de 1985 à 1990 puis président de Géorgie de 1992 à 2003.

## Biographie
Lorsque Chevardnadze vient au monde en janvier 1928 dans le village de Mamati en Gourie, province du sud-ouest de la Géorgie, Staline venait de prendre le pouvoir face à Léon Trotski au sein du Parti communiste (PC), ce qui le conduira à engager les Grandes Purges (1937–38). D'innombrables personnes furent poursuivies par la police secrète. En 1937, le père de Chevardnadze, Amvrosi, enseignant de son état, est arrêté à son tour. Mais dans le Caucase, les liens d'amitié l'emportaient souvent sur l'idéologie du parti. Un ancien élève et agent des services secrets (NKVD) est intervenu en faveur de Chevardnadze père, et ce dernier a été libéré. Chevardnadze a une sœur et trois frères, dont Arkadi, mort en juin 1941 en combattant les forces d'invasion allemandes à Brest-Litovsk. De ces évènements marquants et de sa formation, il tire une partie de sa grande faculté d'adaptation, notamment aux situations difficiles.
En 1946, Chevardnadze adhère au Komsomol, l'organisation de jeunesse de l'État, et en 1948, à l'âge de 20 ans, il adhère au Parti communiste de l'Union soviétique (PCUS) et entre à l'école du parti dont il sort diplômé en 1951. 
Il devient fonctionnaire du Komsomol. De 1957 à 1961, il est premier secrétaire du Komsomol de la RSS de Géorgie. À 29 ans, en 1957, Chevardnadze est devenu chef de l'Union de la jeunesse communiste de la République soviétique de Géorgie.
Poursuivant ses études, il obtient un diplôme d’historien politologue à l’institut pédagogique de Koutaïssi, Géorgie, en 1959. La même année, il devient membre du Soviet suprême de la RSS de Géorgie. 

### L’époque soviétique

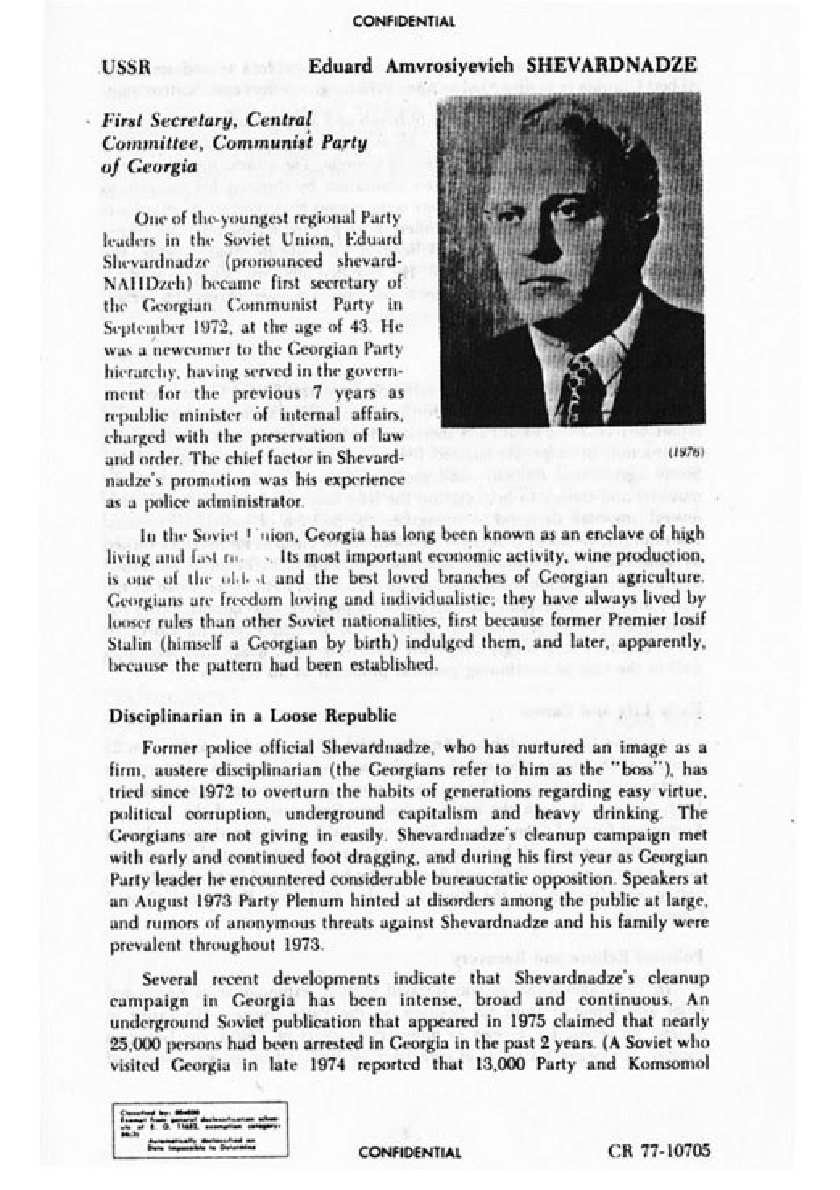
Fiche originale de la CIA sur Chevardnadze récupérée en 1979 à l'ambassade des États-Unis de Téhéran par des étudiants iraniens.

De 1965 à 1968, il est ministre de l’Ordre public de la république socialiste soviétique (RSS) de Géorgie, puis de 1968 à 1972, ministre de l’Intérieur de la RSS de Géorgie. 
En 1972, il est nommé premier secrétaire du Comité central du PC géorgien, poste qu'il occupe jusqu'en 1985. C'est à ce titre qu'il fait arrêter en 1977 les dissidents Merab Kostava et Zviad Gamsakhourdia.
De 1976 à 1991, il est membre du Comité central du PCUS. En 1978, sous Léonid Brejnev, il entre au Politburo.
De 1985 à 1990, il est ministre des Affaires étrangères de Mikhaïl Gorbatchev. Partisan de la perestroïka et de la « nouvelle pensée politique », il devient l’un des artisans de la reprise du dialogue avec les États-Unis, organise le retrait des troupes soviétiques de l’Afghanistan et participe aux négociations de désarmement. 
En août 1991, durant le putsch de Moscou, il soutient Boris Eltsine dans sa résistance aux putschistes qui ont déposé Mikhaïl Gorbatchev et lance des appels à l’Occident, en compagnie d’Alexandre Iakovlev, pour la constitution de comités de soutien à Boris Eltsine.

### Chef de l'État

#### Coup d'État
Le 22 décembre 1991, des partisans armés de l'opposition organisent un coup d'État contre le président élu Zviad Gamsakhourdia. Un conseil militaire composé des opposants à Gamsakhourdia forme dès lors un gouvernement provisoire. Une de ses premières actions est de déposer officiellement le président Gamsakhourdia. Il se transforme ensuite en Conseil d'État et offre le 10 mars 1992 le poste de président de ce Conseil au vieux rival de Gamsakhourdia, Edouard Chevardnadze. On ne procède à aucune élection ou référendum pour avaliser le changement. Chevardnadzé gouverne de facto comme président. Le 11 octobre 1992, il est élu président du Parlement.
Des accrochages entre les forces pro- et anti-Gamsakhourdia continuent durant les années 1992 et 1993. Des sympathisants de Gamsakhourdia font prisonniers des membres du gouvernement entraînant des raids de représailles des forces gouvernementales. Un des plus sérieux incidents a lieu à Tbilissi le 24 juin 1992 lorsque des sympathisants armés de Gamsakhourdia envahissent les bureaux de la télévision d'État. Ils parviennent à diffuser un message radio déclarant : « le gouvernement légitime a été réinstallé. La junte rouge touche à sa fin ». Cependant, ils furent évacués après quelques heures par la Garde nationale. Ils espèrent ainsi entraîner un soulèvement massif contre le gouvernement de Chevardnadze, mais c'est un échec.
Le gouvernement de Chevardnadze impose un régime extrêmement répressif dans toute la Géorgie pour supprimer le « Zviadisme ». Les forces de sécurité et la milice pro-gouvernementale Mkhedrioni procèdent à des arrestations massives et à un harcèlement des militants pro-Gamsakhourdia. Bien que les atteintes faites aux droits de l'Homme soient critiquées par la communauté internationale, le prestige personnel de Chevardnadze lui permet d'être accepté par la communauté internationale. Le 14 août 1992, les troupes gouvernementales entrent en Abkhazie afin de déloger les sympathisants de Gamsakhourdia présents dans cette région, déclenchant ainsi la guerre d'Abkhazie. Cependant les atteintes aux droits de l'Homme ne firent que détériorer un peu plus les relations inter-ethniques déjà tendues. En septembre 1993, la guerre entre les forces géorgiennes et les séparatistes abkhazes prend fin. Ce conflit se termina par une défaite du gouvernement, entraînant le départ d'Abkhazie des forces gouvernementales et de 300 000 Géorgiens ainsi que la mort d'environ 10 000 personnes.

#### Guerre civile de 1993
Chevardnadze démissionne le 17 septembre mais sa démission est rejetée par le Parlement. Il accepte finalement de rester au pouvoir en échange du gel du Parlement pendant trois mois.
Gamsakhourdia saisit rapidement l'occasion de renverser Chevardnadze. Le 24 septembre 1993, il retourne en Géorgie et établit un gouvernement « en exil » dans la ville de Zougdidi, dans l'ouest du pays. Il annonce qu'il souhaite continuer la « lutte pacifique contre la junte militaire illégale » et se concentre sur la formation d'une coalition anti-Chevardnadze basée sur le soutien des régions de Samegrelo (Mingrélie) et d'Abkhazie. Il crée également une force armée importante, capable d'agir relativement librement face aux faibles forces de sécurité du gouvernement. Après avoir initialement demandé la tenue immédiate d'élections, Gamsakhourdia profite de la déroute de l'armée géorgienne pour récupérer d'importantes quantités d'armes, abandonnées lors du retrait des forces gouvernementales. Une guerre civile embrase l'ouest du pays à partir d'octobre 1993. Les forces de Gamsakhourdia prennent plusieurs villes clefs ainsi que d'importants nœuds ferroviaires et routiers. Les forces gouvernementales se replient dans le désordre, laissant peu d'obstacles entre les forces de Gamsakhourdia et la capitale Tbilissi. Cependant, la capture par Gamsakhourdia de Poti, port géorgien situé sur la mer Noire et vital pour l'économie de la région, menace les intérêts de la Russie, de l'Azerbaïdjan et de l'Arménie (pays totalement enclavé dont les échanges dépendent des ports géorgiens). Dans un apparent, et très controversé, quiproquo, les trois pays apportent leur soutien au gouvernement de Chevardnadze qui en retour accepte d'adhérer à la CEI. Alors que le soutien de l'Arménie et de l'Azerbaïdjan n'est que purement politique, la Russie mobilise rapidement des troupes pour aider le gouvernement géorgien. Le 20 octobre, environ 2 000 soldats russes se déploient en Géorgie pour protéger le réseau ferroviaire géorgien. Ils apportent également un soutien logistique et matériel aux forces gouvernementales, mal équipées. Le soulèvement organisé par Gamsakhourdia échoue rapidement et la ville de Zougdidi tombe le 6 novembre.

#### Président de Géorgie
Le 5 novembre 1995, Chevardnadzé est élu président de Géorgie.
Durant son mandat, il échappe à plusieurs attentats, notamment en 1995 et en 1998, alors que l’opposition s’organise autour de l’Institut de la Liberté soutenu par des capitaux étrangers, surtout américains dont ceux du financier George Soros et l’USAID.
Il est réélu président en 2000, avec 80 % des suffrages exprimés. Ses adversaires dénoncent une « farce électorale ».
En 2002, il obtient des États-Unis l’envoi de 200 instructeurs pour former des bataillons de l’armée géorgienne à la lutte antiterroriste.

### Événements de 2003
Les élections législatives du 2 novembre 2003 voient la victoire des candidats progouvernementaux. Mais cette victoire est contestée par l’opposition du Mouvement national de Mikheil Saakachvili, du Parti travailliste de Chalva Natelachvili et du Bloc démocratique de Nino Bourdjanadze et Zourab Jvania. Ceux-ci réclament la démission d'Edouard Chevardnadze, appellent le peuple à la désobéissance civile et à descendre dans la rue. Le 4 novembre, des milliers d’opposants défilent dans la capitale Tbilissi. Le 9 novembre, les discussions entre le président et l’opposition pour mettre fin aux troubles post-électoraux échouent. Le 20 novembre, les résultats définitifs publiés, créditant la coalition présidentielle de plus de 40 % des voix.
Le 22 novembre, les manifestants envahissent le Parlement, contraignant Edouard Chevardnadze à interrompre son discours d’ouverture et à déclarer l'état d’urgence. Le lendemain, le ministre russe des Affaires étrangères, Igor Ivanov, Russe de Géorgie, tente une ultime médiation qui aboutit, le jour même, à la démission du président Chevardnadze. Nino Bourdjanadze, en tant que présidente du Parlement, devient présidente de Géorgie par intérim.

### Après la présidence
Après son départ du pouvoir, Edouard Chevardnadze accuse George Soros, via ses fondations Open Society Institute et Liberty Institute, d'avoir financé et organisé un « coup d'État » (en particulier Kmara).
Edouard Chevardnadze meurt à l'âge de 86 ans des suites d'une longue maladie, le 7 juillet 2014, à Tbilissi. Il est enterré le 13 juillet suivant.
Il était membre honoraire du Club de Rome.

## Héritage
Si pour Levan Ramichvili, président de l'Institut des libertés (qui a joué un rôle important lors de la révolution de 2003), Edouard Chevardnadze « n'a été qu'un opportuniste, en pur produit du système soviétique. Il n'a pas agi par conviction », Nicolas Jallot, biographe de l'ancien président nuance ces propos : « C'était certes un "Soviétique", mais dès les années 1980, il souhaite la fin de l'URSS et l'indépendance de la Géorgie. […] Il me disait qu'il n'avait pas été un philosophe politique, mais plutôt un politicien opportuniste, pragmatique et impitoyable ». Sa chute, en 2003, était attendue par une population vivant avec seulement quelques heures d'électricité par jour, dans un régime corrompu. La perte de l'Abkhazie en 1993 lui est également reprochée. En revanche, il est mis à son crédit d'avoir redressé le pays après son indépendance, miné par une guerre civile et des séparatistes, l'arrimant dans le camp occidental (en coopérant avec l'OTAN et construisant trois pipelines à partir des hydrocarbures de la mer Caspienne). A l'époque soviétique en mars 1989, il fut la seule personnalité étrangère à avoir jamais été reçu à Qom par l'Imam Khomeini.